# 吴可 (宋朝)
吴可（11世纪—12世纪），字思道，号藏海居士，金陵（今江苏省南京市）人，祖籍瓯宁（今福建省建瓯市）。宋朝诗人。

## 生平
大观三年（公元1109年）进士，曾官于汴京。
宣和末年（公元1125年）官至团练使，责授武节大夫致仕。后桂冠乞闲。南渡后，转从楚、豫等地。曾受苏轼、刘安世赏识。论诗上承苏轼，下启严羽，提倡以神喻诗，以禅语、禅趣、神法入诗。
乾道、淳熙年间尚在世，后不知所终。著有《藏海居士集》二卷，《藏海诗话》一卷。其论诗作品还有《学诗诗》三首，载于宋人魏庆之《诗人玉屑》。其诗多反映现实和自感身世之作，质朴自然，为当时文士所重。